# Polycarpon suffruticosum
Polycarpon suffruticosum là loài thực vật có hoa thuộc họ Cẩm chướng. Loài này được Griseb. miêu tả khoa học đầu tiên năm 1874.